# Geschäftsordnung
Eine Geschäftsordnung (Abkürzung: GO, englisch rules of order, rules of procedure) ist die Gesamtheit aller Richtlinien und Regeln, die sich insbesondere ein Kollegialorgan zum Zwecke eines systematischen Arbeitsablaufs gibt.

## Allgemeines

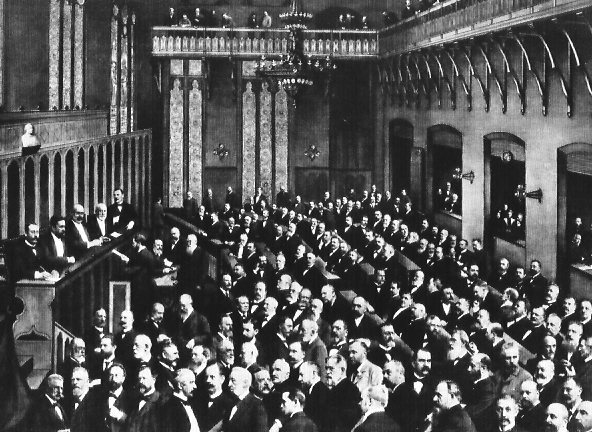
Sitzung der Hamburgischen Bürgerschaft im Jahre 1897

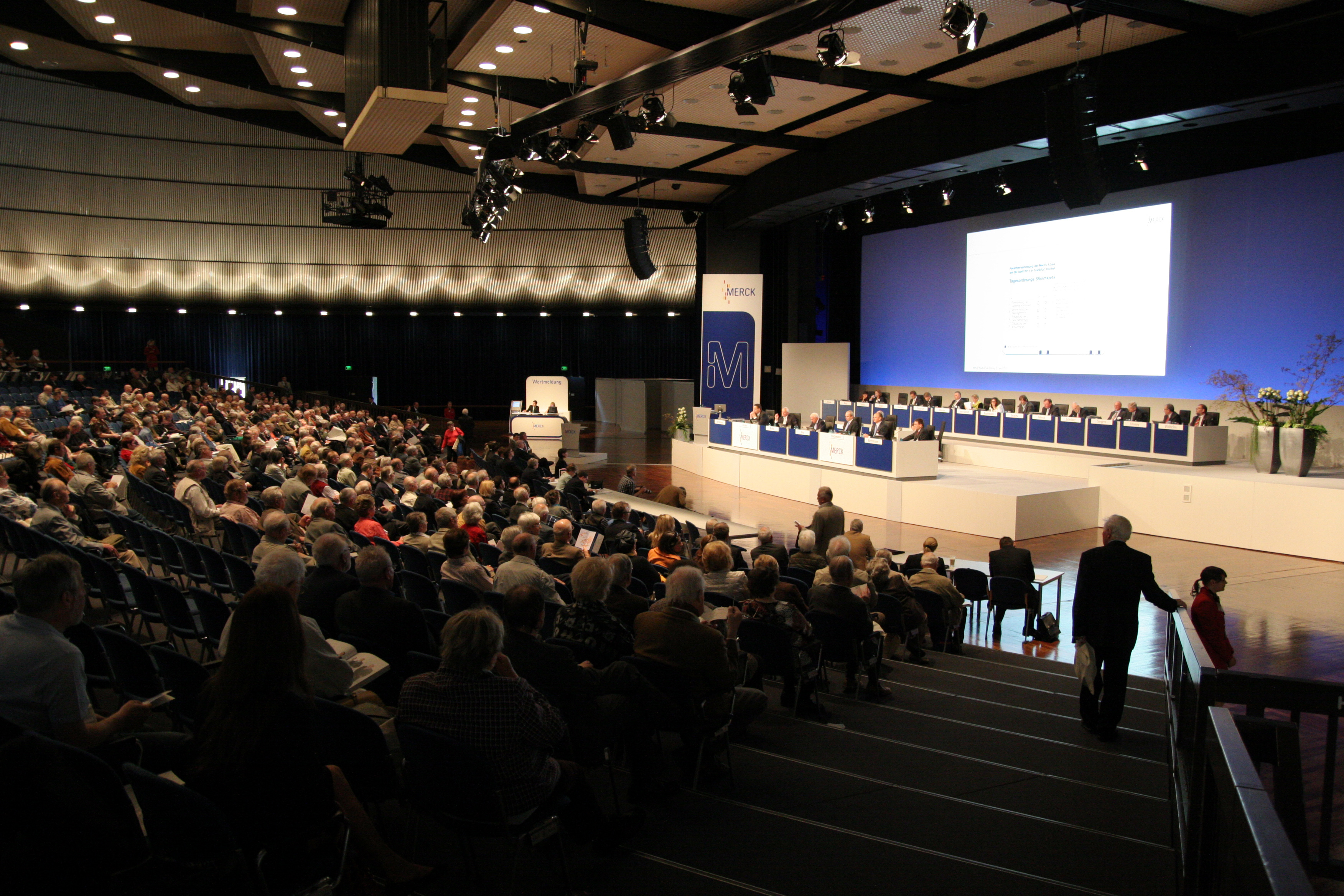
Hauptversammlung Merck (April 2011)

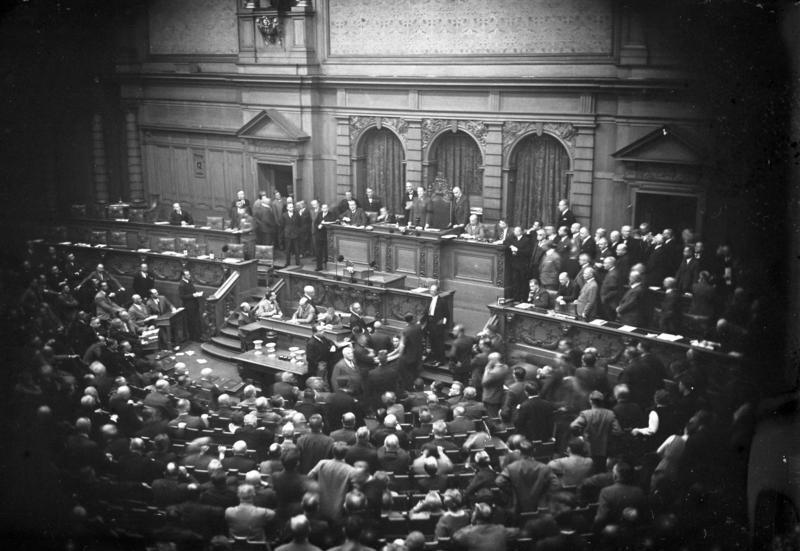
Sitzung des Reichstages am 12. September 1932

Zu den Kollegialorganen gehören insbesondere Organe, Gremien, Parlamente, Gemeinden, Vereine, Ausschüsse, Behörden oder Parteien.
Treffen mehrere Personen zusammen, um einen Sachverhalt zu besprechen und zu entscheiden, so kann der Ablauf dieser Versammlung nur dann das geplante Ziel in angemessener Zeit erreichen (Zeitmanagement), wenn durch eine Geschäftsordnung organisatorische Vorkehrungen vorgegeben sind. Geschäftsordnungen regeln das Verfahren, nach dem die vorhandenen Aufgaben zu erledigen sind. Sie können schriftlich verfasst sein, aber auch mündlich vorab vereinbart werden. Jedoch gibt es manchmal gar keine Geschäftsordnungen, so dass bestimmte Verfahrensweisen als Gewohnheitsrecht praktiziert werden. Aber selbst die ausführlichste schriftliche Geschäftsordnung wird nicht alle Eventualitäten von vorneherein regeln können. So verfügt der Deutsche Bundestag über eine umfassende schriftliche Geschäftsordnung, sieht sich jedoch häufig veranlasst, Einzelfallregelungen neu zu treffen. Geschäftsordnungen entfalten reine Innenwirkung, berühren mithin nicht den Rechtskreis außenstehender Rechtssubjekte.

## Inhalt
Die Inhalte einer Geschäftsordnung können je nach Art der Versammlung und des Sachverhalts stark voneinander abweichen, doch lassen sich Grundmerkmale erkennen. Die typische Geschäftsordnung beginnt mit der Eröffnung einer Sitzung und grenzt dadurch die unverbindliche Unterhaltung vor Versammlungsbeginn durch eine förmliche Eröffnung vom Sitzungsleiter ab (etwa Glockenläuten). Ein vom Protokollführer verfasstes Sitzungsprotokoll hält diese Eröffnung und die weiteren Schritte fest. Die nun folgenden Handlungen unter der Ordnungsgewalt des Sitzungsleiters haben rechtserhebliche Bedeutung. Bei Sitzungen mit Abstimmungen ist sodann die Beschlussfähigkeit festzustellen, es folgen die Genehmigung der Tagesordnung, die Berichte von Sitzungsmitgliedern einschließlich Rederecht und Redezeit, die Abstimmungen über einzelne Tagesordnungspunkte und der Sitzungsabschluss.
Versammlungstaktische Mittel sind der Geschäftsordnungsantrag, der von allen Sitzungsmitgliedern gestellt werden kann, und der Ordnungsruf, den der Sitzungsleiter als Ordnungsmaßnahme zur Verwarnung einzelner Mitglieder aussprechen kann.

## Bedeutende Geschäftsordnungen
Die Geschäftsordnung des Europäischen Parlaments ist in Art. 232 AEUV, die Geschäftsordnung der Europäischen Kommission in Art. 249 Abs. 1 AEUV vorgesehen. Die Geschäftsordnung des Deutschen Bundestages ist in Art. 40 Abs. 1 Satz 2 GG gesetzlich gefordert und trat erstmals im Januar 1952 in Kraft. Eine Geschäftsordnung der Bundesregierung sieht Art. 65 GG vor, sie entstand erstmals im Mai 1951. Die seit September 1950 bestehende Geschäftsordnung des Bundesrates ist dagegen nicht verfassungsrechtlich kodifiziert. Bei der Aktiengesellschaft sieht das Aktiengesetz (AktG) für alle drei seiner Organe eine Geschäftsordnung vor. Der Vorstand der Aktiengesellschaft kann für sich eine Geschäftsordnung nach § 77 Abs. 2 AktG errichten, der Aufsichtsrat nach § 108 Abs. 4 AktG, und die Hauptversammlung kann sich nach § 129 Abs. 1 AktG mit Hilfe einer Geschäftsordnung Regeln für die Vorbereitung und Durchführung der Hauptversammlung geben.
Das am weitesten verbreitete Geschäftsordnungswerk in den USA ist Robert’s Rules of Order.

## Abgrenzungen
Während die Geschäftsordnung als übergeordnetes Regelwerk fungiert, behandelt die Tagesordnung die konkrete Themenreihenfolge einer Besprechung oder Tagung. Über der Geschäftsordnung wiederum steht die Satzung bei privatrechtlich organisierten Institutionen oder die öffentlich-rechtliche Satzung, die als Rechtsnormen die gesamte Institution organisieren.